# Pik Besjtor
Pik Besjtor  (ryska: Гора Бештор eller Беш-Тёр, Gora Besjtor eller Besj-Tior) är ett 4 299 meter högt berg i nordöstligaste delen av Uzbekistan. Det är beläget i bergskedjan Pskem (en västlig utlöpare av Tian Shan), på gränsen till Kirgizistan. I närheten finns även det två meter högre berget Adelunga Toghi. Besjtor är den näst högsta bergstoppen i både Tasjkent-provinsen och i Pskem.